# Статистична модель
Статисти́чна моде́ль — абстрактна схема відношень між величинами, що характеризують властивості реального процесу, розробка якої здійснюється неформальним шляхом. Статистична модель являє собою процес генерування даних, часто в значно ідеалізованій формі.
У статистичній моделі поєднується інформація двох типів:
- апріорі логічно обґрунтованих гіпотез щодо природи та характеру властивостей процесу, співвідношень і взаємозв'язків між ними;
- емпіричних даних, які характеризують ці властивості.

Статистична модель зазвичай визначається за допомогою математичних рівнянь, які відносяться до однієї/кількох випадкових величин і інших невипадкових змінних. Таким чином, «модель є формальним поданням теорії» (Херман Адер з посиланням на Кеннет Болльна).
В цілому, статистичні моделі є частиною фундаменту статистичного висновування.

## Визначення
Статистична модель — це пара змінних ({\displaystyle S,{\mathcal {P}}}), де {\displaystyle S} — це множина спостережень (наприклад простір елементарних подій), а {\displaystyle {\mathcal {P}}} — множина ймовірних розподілів на {\displaystyle S}.
Передбачається, що існує «істинний» розподіл ймовірностей, викликаний процесом, який генерує спостережувані дані. Виберемо {\displaystyle {\mathcal {P}}} так, щоб зобразити множину розподілу, яка містить апроксимуючий розподіл. Немає строгої необхідності, щоб {\displaystyle {\mathcal {P}}} містив дійсний розподіл, та й на практиці це трапляється рідко. Дійсно, як Burnham & Anderson константували, «Модель є спрощенням або наближенням до дійсності, а отже, не буде відображати всю реальність» — звідки і з'явилося твердження, що «всі моделі є неправильними».
Множина {\displaystyle {\mathcal {P}}} є у більшості випадків параметризованою: {\displaystyle {\mathcal {P}}=\{P_{\theta }:\theta \in \Theta \}}. Множина {\displaystyle \Theta } визначає параметри моделі.
Параметризація зазвичай потрібна, аби мати різні значення параметрів, що приводять до різних розподілів, тобто {\displaystyle P_{\theta _{1}}=P_{\theta _{2}}\Rightarrow \theta _{1}=\theta _{2}} має виконуватися (іншими словами, вона повинна бути ін'єктивною). Параметризація, яка задовольняє умови, може бути ідентифікованою.

## Загальні зауваження
Статистична модель являє собою особливий клас математичної моделі. Статистичну модель від інших математичних моделей відрізняє те, що статистична модель не є детермінованою. Таким чином, у статистичній моделі, визначеної за допомогою математичних рівнянь, деякі зі змінних не мають конкретних значень, проте натомість мають розподіл імовірностей, тобто деякі змінні є стохастичними.
Статистичні моделі часто використовуються навіть тоді, коли змодельований фізичний процес є детермінованим. Так, наприклад, підкидання монети, детермінований процес, але наразі він моделюється як стохастичний (через процес Бернуллі).
Статистичні моделі мають 3 основні цілі, згідно з теорією Konishi & Kitagawa:
- Передбачення
- Отримання інформації
- Опис стохастичних структур

## Обсяг моделі
Нехай, ми маємо статистичну модель: ({\displaystyle S,{\mathcal {P}}}), де {\displaystyle {\mathcal {P}}=\{P_{\theta }:\theta \in \Theta \}}. Модель називається параметричною, якщо {\displaystyle \Theta } є обмеженою величиною. У позначеннях вказуємо, що {\displaystyle \Theta \subseteq \mathbb {R} ^{d}} де d — додатнє ціле число (також можна вказати {\displaystyle \mathbb {R} } — область дійсних чисел або ж інші області). У даному випадку, d називається величиною моделі.
Наприклад, якщо ми припускаємо, що дані ми беремо з одновимірного розподілу Гауса, тоді ми отримаємо:
{\displaystyle {\mathcal {P}}=\{P_{\mu ,\sigma }(x)\equiv {\frac {1}{{\sqrt {2\pi }}\sigma }}\exp \left(-{\frac {(x-\mu )^{2}}{2\sigma ^{2}}}\right):\mu \in \mathbb {R} ,\sigma >0\}}
У цьому прикладі, величина d = 2.

## Вкладені моделі
Дві статистичні моделі є вкладеними, якщо перша модель може бути перетворена у другу шляхом накладення обмежень на параметри першої моделі. Наприклад, множину всіх розподілів Гауса має, вкладену в нього, множину розподілу Гауса з нульовим сподаванням: ми обмежуємо сподівання в множині всіх розподілів Гауса, щоб отримати розподіл з нульовим середнім розподілом.

## Порівняння моделей
Передбачається, що існує «істинний» розподіл ймовірностей спостережуваних даних, викликаний процесом, генеруючим дані. Вибір моделі залежить від елементів з {\displaystyle {\mathcal {P}}}, яких апроксимація є найближчою до точного розв'язку.
Моделі можуть бути зіставлені один з одним для порівняння за допомогою пошукового аналізу даних або перевірки статистичних гіпотез. У пошуковому аналізі різноманітність моделей формулються і оцінюються залежно від того, наскільки добре кожна з моделей описує дані. При перевірці статистичних гіпотез раніше сформулювана модель/моделі порівнюються з існуючими. Загальні критерії для порівняння моделей включають коефіцієнт детермінації, коефіцієнт Баєса, і перевірку співвідношенням правдоподібностей.
Коніші і Кітагава констатували: «Більшість проблем статистичного висновування можна вважати проблемами, пов'язаними з статистичним моделюванням. Вони, як правило, формулюються як порівняння декількох статистичних моделей ..».